# كارلو غيزوالدو
كارلو غيزوالدو (بالإيطالية: Carlo Gesualdo)‏ والمعروف أيضًا باسم غيزوالدو دي فينوسا (بالإيطالية: Gesualdo di Venosa)‏ أو غيزوالدو دا فينوسا (8 مارس 1566 - 8 سبتمبر 1613). كان أمير فينوسا وكونت كونزا. نبيل إيطالي وعازف عود وملحن وقاتل.

## روابط خارجية
- كارلو غيزوالدو على موقع IMDb (الإنجليزية)
- كارلو غيزوالدو على موقع الموسوعة البريطانية (الإنجليزية)
- كارلو غيزوالدو على موقع ميوزك برينز (الإنجليزية)
- كارلو غيزوالدو على موقع إن إن دي بي (الإنجليزية)
- كارلو غيزوالدو على موقع أول ميوزيك (الإنجليزية)
- كارلو غيزوالدو على موقع ديسكوغز (الإنجليزية)
- كارلو غيزوالدو على موقع قاعدة بيانات الفيلم (الإنجليزية)
- كارلو غيزوالدو على موقع كينوبويسك (الروسية)